# Bitwa pod Cebrem
Bitwa pod Cebrem – zwycięska bitwa partyzancka stoczona w nocy z 4 na 5 sierpnia 1944 roku we wsi Ceber przez oddziały Armii Krajowej, przeciw oddziałowi armii niemieckiej.

## Przebieg bitwy
Do starcia zbrojnego doszło w bezpośredniej bliskości frontu radziecko-niemieckiego w czasie tworzenia przyczółka baranowsko-sandomierskiego. W nocy z 4 na 5 sierpnia oddział ochotników w sile 84 ludzi należący do 2 pułku piechoty Legionów Armii Krajowej, pod dowództwem kapitana Michał Mandziara ps. „Siwy” zaatakował Niemców kwaterujących we wsi Ceber. O partyzanckim zwycięstwie zadecydowało to, że atak nastąpił w czasie, kiedy Niemcy byli w trakcie przygotowywania kwater. W czasie walki poległo aż 40 żołnierzy Wehrmachtu, a 39 dostało się do niewoli. Wśród partyzantów było tylko dwóch rannych, którzy zmarli następnego dnia. 
W następnym dniu po bitwie partyzanckie patrole wyłapały ponad 100 Niemców błąkających się po okolicy. Wszyscy jeńcy zostali przekazani oddziałom Armii Czerwonej walczących na przyczółku sandomierskim
5 sierpnia 1944 oddziały niemieckie w odwecie za porażkę w potyczce spacyfikowały wieś. Niemcy zamordowali 3 mieszkańców i spalili 18 budynków.
W 1989 roku miejsce partyzanckiego zwycięstwa upamiętniono pomnikiem.